# Urs de mămăligă
Ursul (sau bulzul, boț, gâscă sau cocoloș) de mămăligă este o mâncare specifică românească, prețuită de păstori, preparată din mămăligă bine fiartă și brânză sau urdă. Din mămăligă se pune o bucată zdravănă pe o farfurie, se face cu o lingură de lemn o scobitură care se umple cu brânză sau urdă. Se adună marginile bucății de mămăligă dându-se formă rotundă și se coace pe jar, la grătar sau în cuptor. Se poate mânca alături de lapte, diferite salate de crudități sau carne friptă.

## Exemple de preparare

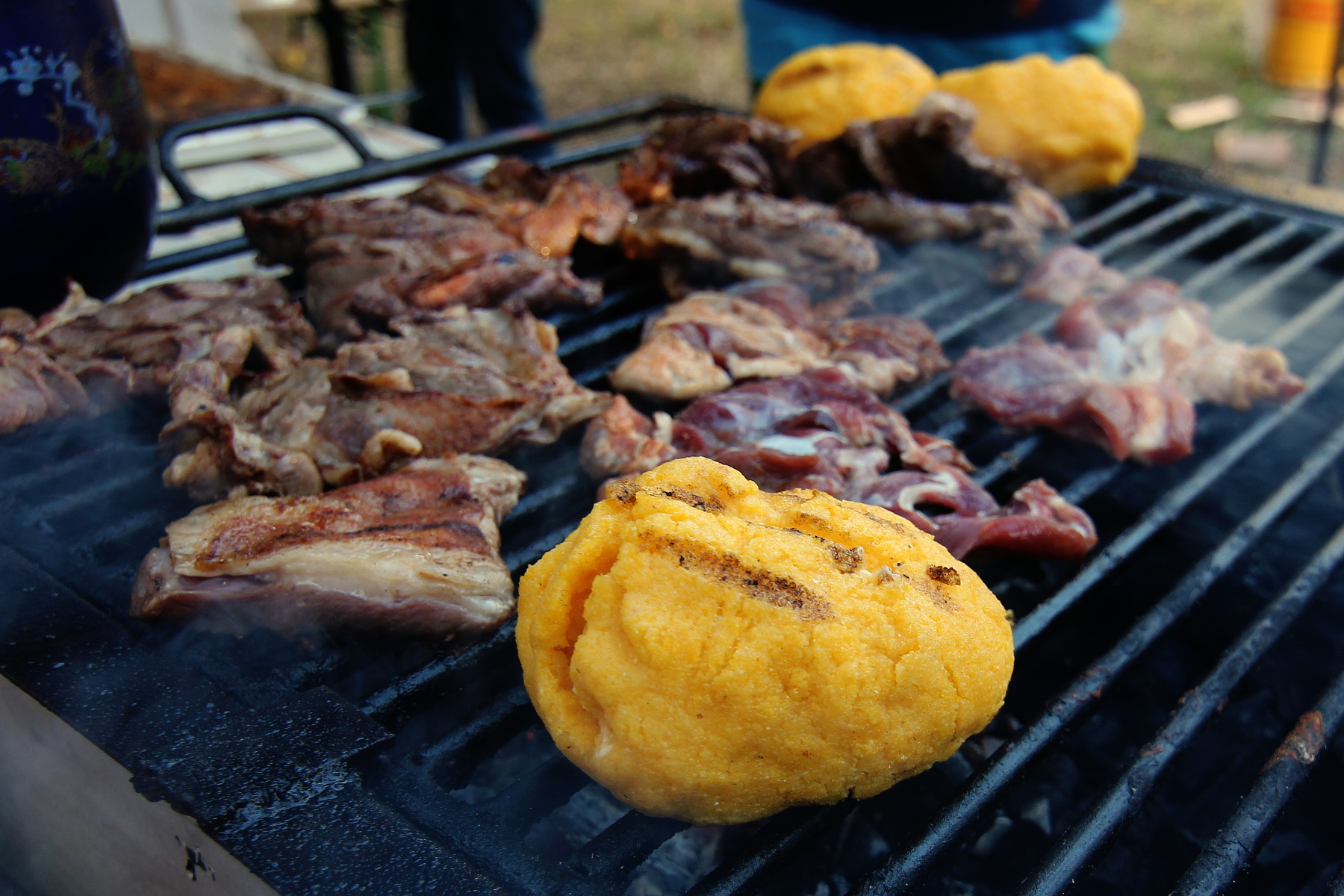
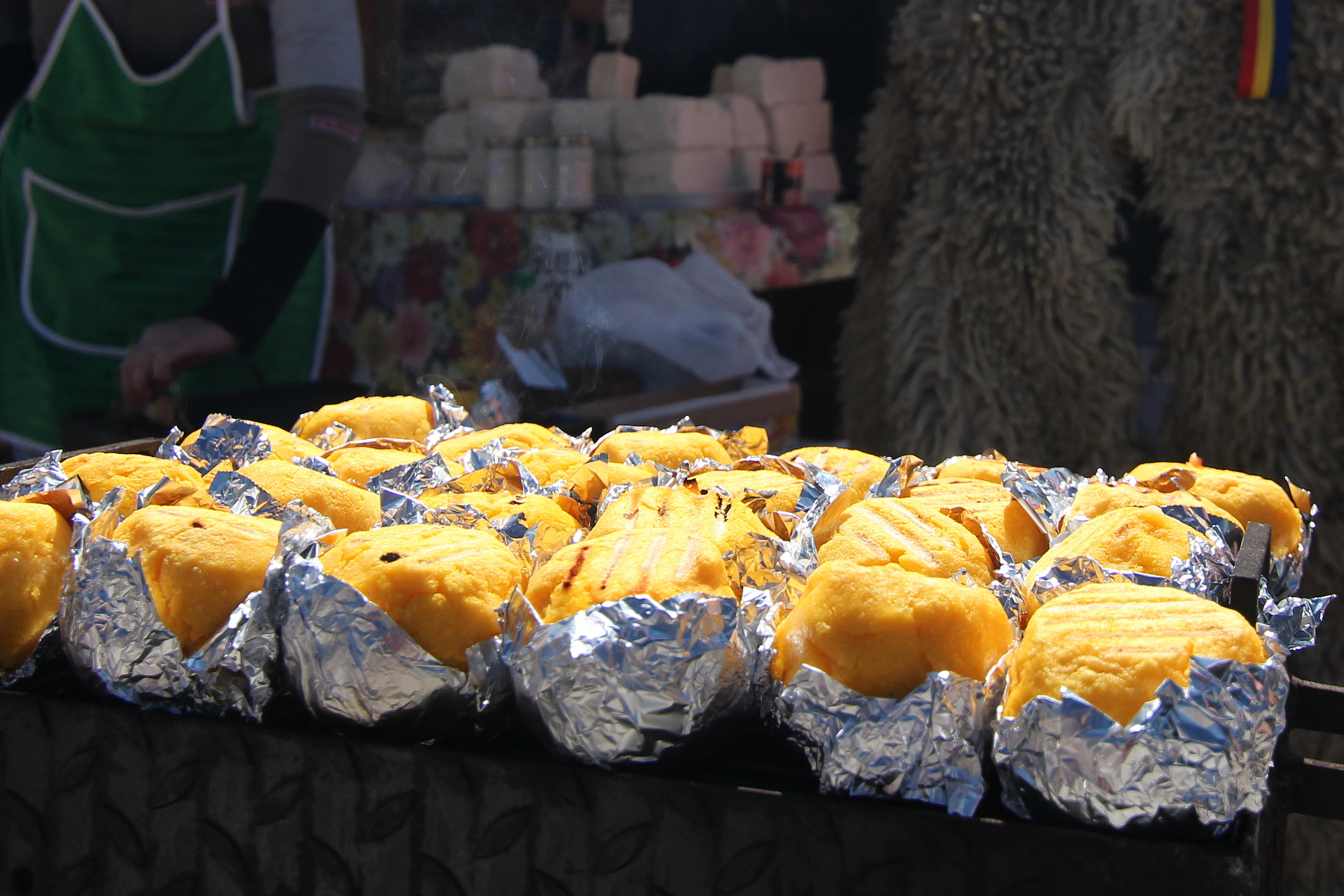
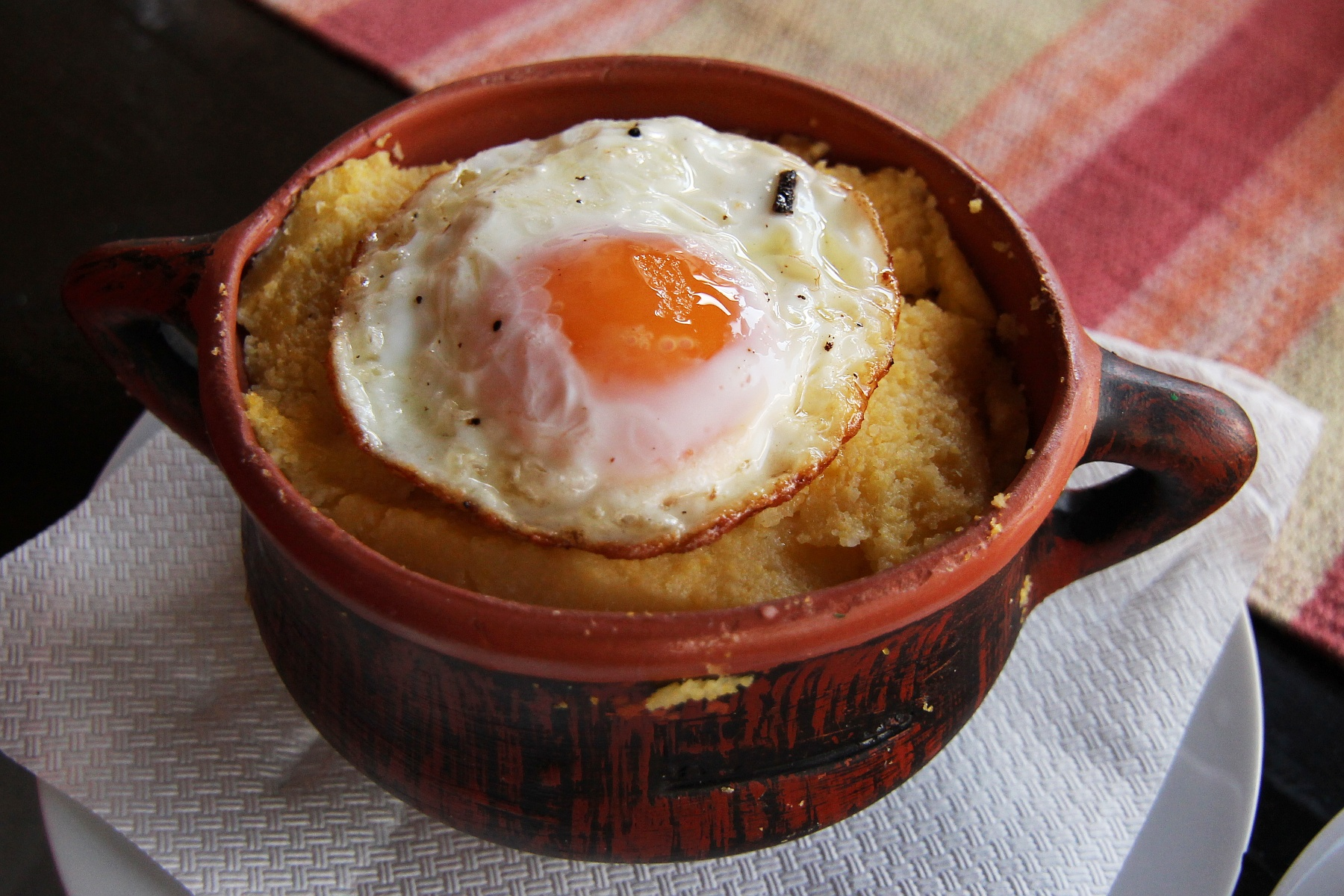
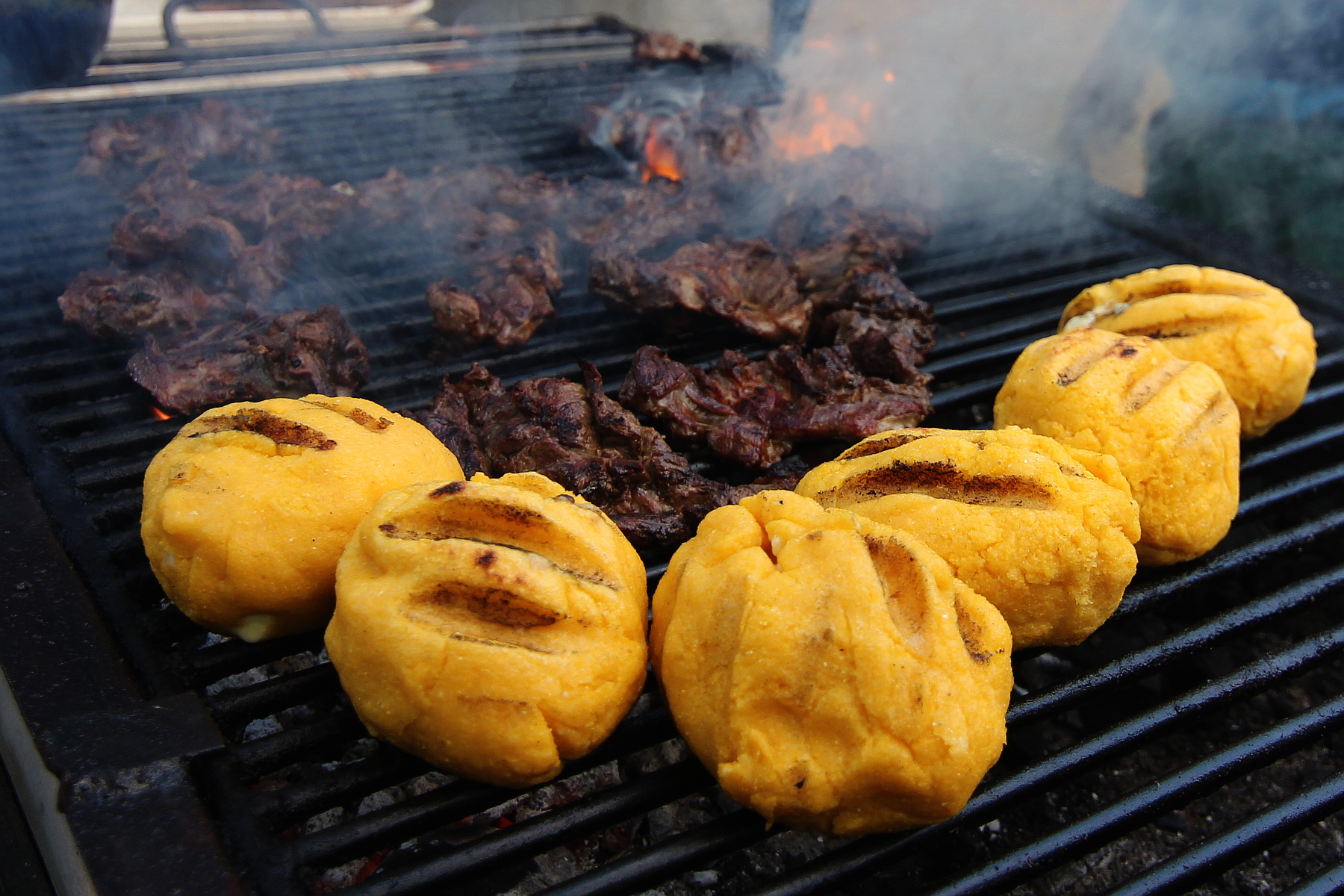